# Alfons Boix i Vallicrosa
Alfons Boix i Vallicrosa (Santa Coloma de Farners, 19 de juliol de 1899 – Mèxic, 7 de març de 1965) farmacèutic, humanista i polític català.

## Biografia
Estudià química i farmàcia a la Universitat de Barcelona i es doctorà a Madrid. Treballà com a professor ajudant de Química Orgànica a la Universitat de Barcelona i com a professor de Química a l'Institut Pi i Margall. A les eleccions al Parlament de Catalunya de 1932 fou candidat d'Acció Catalana per la circumscripció de Barcelona, però no fou escollit. Poc després ingressà a Esquerra Republicana de Catalunya, amb la que fou escollit alcalde de Montcada i Reixac el 1934 i el 1936.
En acabar la guerra civil espanyola va marxar cap a França, i d'allí a Mèxic. El 19 de juny de 1939 arribà a Veracruz a bord del Sinaia. A Mèxic treballà com a químic als Laboratorios Laquisa de Cèsar Pi-Sunyer i Bayo i després als Laboratoris Hormona, Biosynth i Beick-Felix. També fou professor de química a l'Institut Lluís Vives. Va escriure articles sobre química i biografies de científics a la revista Pont Blau i col·laborà amb l'Orfeó Català de Mèxic. En els darrers anys de vida va escriure articles sobre Anselm Turmeda i Ramon Llull.

## Obres
- Els problemes de Catalunya a l'exili (1947)